# MOLDATSA
Întreprinderea de Stat pentru Utilizarea Spațiului Aerian și Deservirea Traficului Aerian „MOLDATSA” (Î.S. „MOLDATSA”) este o instituție de stat din Republica Moldova, care furnizează servicii de navigație aeriană (ANS) aeronavelor ce execută zboruri în spațiul aerian al Republicii Moldova.
Serviciile ANS furnizate de Î.S. „MOLDATSA” includ servicii de trafic aerian (ATS), de comunicații, navigație și supraveghere (CNS), servicii meteorologice aeronautice (MET), servicii de informare aeronautică (AIM) și servicii de proiectare a procedurilor de zbor instrumental (PPZI).
Entitatea fondatoare a Î.S. „MOLDATSA” este Agenția Proprietății Publice (APP), care își realizează drepturile de gestionar prin intermediul Consiliului de Administrație și Administratorului întreprinderii.